# ツキウタ。
『ツキウタ。』は、ムービックから発売されているキャラクターCDシリーズ。キャラクター達はツキノ芸能プロダクションに所属しているという設定で、始めた企画である。

## 概要
キャラクター達の所属しているツキノ芸能プロダクションの社長・月野尊によって作曲されたという設定の楽曲以外は、インターネット上の動画投稿サイトでボカロPとして発表していたアーティストを起用している。

## 登場人物
基本的に現実での時間経過に合わせ、年齢と身長が変化する。年齢は2020年の誕生日時点のもの。
グラビとプロセラは、事務所が都内某所に所有している寮で、ユニットでワンフロアを占有する形で暮らしている（グラビは2階、プロセラは3階）。

### Six Gravity（シックスグラビティー）
略称は「グラビ」。
師走 駆（しわす かける）
声 - 梶裕貴 / 作曲 - さつき が てんこもり
12月キャラクター。平成9年12月12日生まれ。21歳。A型。163cm（初期設定、2013年）→164cm（2014年）→165cm（2015年、2016年）→166cm（2017年）。ファンクラブ名はstella。イメージカラーは金。東京出身。
常に謎のアンラッキーさを発動するが、それに鍛えられた結果、ちょっとのことでは動じない。常に前向きで明るい。何故か常に金欠で、勤労（バイト）少年である。作中時間が進むにつれて仕事が増えたため、現在はバイトより仕事やレッスンを優先しているが、デビュー当時は無名だったこともあってか、街中やバイト先で身バレしなかった。Tポ○ント等ポイントやスタンプを、しっかり貯めるコツコツ派。とある事情で家を出ており、高校進学後からツキノ寮に入るまでは築30年の安アパートで一人暮らしをしていたため、主婦も真っ青の節約スキルを持つ。たまに垣間見せる知識や振る舞いから、実は相当いい所のお坊ちゃんではないかと噂されている。
トリッキーな性格の父親から逃げ出して上記の過酷な一人暮らしをしているうちに、色々な意味で逞しくなった少年。あらゆるバイトをこなした結果、接客業と内職等で素晴らしいスキルを発揮するときがある。おでんはソウルフード。大根とはんぺんが好き。右利きで視力は両目1.2。現実的な感覚の持ち主として恋と一緒に小市民代表の肩書きを持つ。
自室のバルコニーで家庭菜園をしている。ガーデニングではなく、食べられるもの中心の菜園であることがポイント。
身長は決して低くはないのだが、周りが高身長であることで、実際以上に『小さくてかわいい』印象を持たれているのが気になるお年頃。やっぱりかっこいいって言われたい！…ので、牛乳を飲む日々である。身長をのばすべく、牛乳を飲み、牛乳風呂にも入った結果、お肌がツルツルになったらしい。目玉焼きは醤油派ときどきケチャップ派。卵焼きはしょっぱい方。恋と一緒に、撮影中に柴犬のコロッケを拾った。始の許可を貰って、無事にツキノ寮の仲間入り。散歩は二人のうち、行ける方が行くことになっているらしい。後に加わったミニトナカイの中井さんと、柴犬のコロッケの飼い主とされるが、上述の経緯からコロッケは恋と一緒のことも多い。
とにかくよく食べる。そのエネルギーがどこに消えているかは、聞いてはいけない。
何かと話題になる彼の身長だが、周りが大きいので相対的に小さく見えるものの、実はそこまで小さくはないので、初めて直接会う人には『意外と大きいんですね』と言われることも多いそう。憧れの170cm台を諦めてはいないが、一方で、この辺が打ち止めかな？という自覚もあるようだ。周りが大きいために比較して小さく見えるのと、彼自身のちょこちょこした動きが小動物っぽい印象を与えるために、実際の数字以上に低く見られて、損をしている部分も多い。
葵と一緒に『良い子コンビ』と言われることがあるが、最近はこの二人で攻めの姿勢に入るときもあるので、気が抜けない。恋と一緒に進行役になることが多く、手腕を高く評価されている。
常に謎のアンラッキーを発動するが、それにめげない強さを持つのが彼。幸せと感じるレベルが下がっていることを周囲から心配されているが、本人は気にせず、いつでも前向きである。相方の恋がラッキーボーイなので、それでバランスが取れているという噂も。年少組でかわいい担当かと思いきや、クール＆ドライなツッコミが冴え渡るシーンも。グラビ、プロセラ、満遍なくツッコミを入れられる猛者である。上記もあって、グラビ、プロセラ合同企画があるときには、総合司会に立つことが多い。トーク＆回しがうまいので、スタッフからの信頼は厚い。

アンラッキーに負けないネバギバ精神を武器に、今日も元気に走り回る。グラビのスターター＆MC担当として、彼の言葉からイベントの幕を開くのが、すっかりお約束になっている。客席のテンションを上げるのが得意という頼れる人材である。恋と一緒にツキプロ内サークル『月野亭』を立ち上げた。これまでにボーリング大会、カラオケ大会、お茶会などを開催した。
中学は普通の公立だったが、高校は最近校舎を建て替え、普通科だけで10クラス、他にも体育科、音楽科などを擁するマンモス校に通う。大学は高校の系列校に進学した。高校が同じ恋とは喧嘩する程仲がよく、ラジオのパーソナリティなどコンビでの仕事も多いが、回ってくるのが主に若手芸人枠らしい。恋が盛り上げ役なら駆はドライに返して抑えに回る役。しかし12月女子のクリスが絡むと、恋とともに彼女のお付き（いわく「付け合わせのパセリ」）にされる。担当月の順で並ぶと両脇にリーダーズを従える形になるため、「実は最強？」説がある。
睦月 始（むつき はじめ）
声 - 鳥海浩輔、村井美里（幼少期） / 作曲 - マチゲリータ
1月キャラクター。平成8年1月8日生まれ。23歳。B型。182cm（変動なし）。ファンクラブ名はinitium。イメージカラーは紫。東京出身。
年齢不相応な威風堂々とした佇まいで、周囲からは「キング」と呼ばれている。意見は求めてない俺様王様だが、いつの間にかグループの中心になることが多いカリスマでもある。校内には下僕志願者が多いらしい。初期のドラマでは恋から繰り返し「ラスボス」呼ばわりされていた。口数は多くないが、その分一言一言が重い。毒舌＆皮肉やなところもあるが、年下と動物には割と甘く、黒田に一番懐かれている。最後の最後で周りを見ていて、なんだかんだ面倒見がいいのが「王様」たる所以。偏差値は国内トップと名高い中高一貫校で学年トップの学力を誇り、武道や茶道、着付けも出来る、完全なる文武両道。ただし、婿取りの際の逸話を持つ母親には、武術でかなわないらしい。反射神経が良すぎるのか「あっちむいてホイ」が苦手。ツキプロではトップクラスの多忙な生活をしていて、スケジュールの関係で車の免許をなかなか取れなかった。年相応な顔を見せるのは、中学からの友人でコンビ活動時の相棒でもある春相手の時のみで、しかも無自覚らしい。春とのやり取りではよく手（時には足）が出る。それ以外にも、お仕置きとして（主に恋に対して）アイアンクローをかける。春の眼鏡を「本体」扱いするのがお気に入りのネタ。霜月隼とは「東の睦月、西の霜月」と呼ばれる家同士の繋がりがある。実家では儀式的なものも多いが、嫌がって逃げ回っている。朝が極端に弱く、また眠くなったら寝るタイプで、寮の共有ルームで寝落ちしていたところを、動物たちのブラッシングをするため徘徊していた葵に見つかり、ついでにブラッシングされて髪がトゥルットゥルになったこともある。
如月 恋（きさらぎ こい）
声 - 増田俊樹 / 作曲 - 虹原ぺぺろん
2月キャラクター。平成10年2月14日生まれ。21歳。O型。170cm（初期設定、2013年）→173cm（2014年）→175cm（2015年）→176cm（2016年）→178cm（2017年）。ファンクラブ名はamor。イメージカラーはピンク。東京出身。
話題が豊富で、「トークで1時間は繋げられる」と言い切るほど話上手。ついでに人なつこい性格でフットワークも軽いので、男女問わず友達は沢山。情報通で、たまにぎょっとするようなコネを披露することがある。チャラいと見られがちだが、実際には義理人情に厚く、一途で真っ直ぐな良い男。駆と同じ高校に通い、部活には入っていない。英語は「天敵」と言い切るほど苦手で、歌の英語詞はフィーリングで歌うため発音はいいが意味はわかっていない。グラビのおしゃれ担当。もともとアパレル系に興味があって、現在は仕事で衣装担当の人と積極的に関わり、いろいろと教わっている。恋愛方面では「残念」キャラ扱いされることが多い。2月女子の愛の双子の兄でシスコン。よくお兄ちゃんぶっているが、妹の方が断然しっかりしているというのが周囲の評価。
弥生 春（やよい はる）
声 - 前野智昭 / 作曲 - ゆうゆ
3月キャラクター。平成8年3月19日生まれ。23歳。O型。183cm（初期設定、2013年）→185cm（2014年）→186cm（2015年、2016年）。ファンクラブ名はver。イメージカラーは黄緑。東京出身。
穏やかで優しい好青年。頼れる皆のお兄さん。面倒見がよく人当たりがいいので、年下には慕われ、年上からは信頼されていて、基本的に人に嫌われることがない。なお、風呂入れ担当が主に彼であるためか、黒田にだけはよく逃げられる。実は高所恐怖症。中高一貫の学校の中等部時代に出会って以来、始の親友。癖の強い彼とも構えずに自然体で話せる、実は一番大物ではと噂の人。裏方作業が好きで、中学高校と生徒会で会長以外の職をやっていた。文月海とはそれぞれのグループリーダーの傍に控える「参謀ズ」として結束している。
卯月 新（うづき あらた）
声 - 細谷佳正、大地葉（幼少期） / 歌 - koyomi from 桜men / 作曲 - 蝶々P
4月キャラクター。平成8年4月28日生まれ。23歳。AB型。174cm（初期設定、2013年）→175cm（2014年）→177cm（2015年）→178cm（2016年）。ファンクラブ名はcerasus。イメージカラーはオレンジ。東京出身。
基本的にマイペース＆低テンション。自分の興味のあることには、圧倒的な集中力と才能を発揮する割に、乗り気じゃないときにはガンとして動こうとしない扱いにくさがある。無表情なので、冷たい、無愛想と思われがちだが、時として真顔でダジャレなどの勢い芸を突っ込んでくる。葵とは実家が近所で、幼稚園からの幼馴染みにして親友であり、コンビ活動時も相棒。葵に対しては唯一人間らしいコミュニケーションを取るので有名。いちご牛乳への愛がすごい。グラビ・プロセラ12人のうち一番の怖がり。鍵盤楽器をやらせると何故か通称「新マジック」が発動し、ピアニカですら「鍵盤楽器の音じゃない」謎な音になるが、タンバリンは神がかり的に上手く、「神タンバ」と評される。
皐月 葵（さつき あおい）
声 - KENN、篠田みなみ（幼少期） / 作曲 - Nem
5月キャラクター。平成8年5月5日生まれ。23歳。O型。173cm（初期設定、2013年）→174cm（2014年）→175cm（2015年）→176cm（2016年）。ファンクラブ名はcaelum。イメージカラーは水色。東京出身。
新とは生まれた頃から親同士の繋がりがある幼馴染。爽やか過ぎる程爽やかな美少年。幼い頃から女子が周りに集まる王子様ポジションだった。割と器用に何でもこなせる。プロセラの夜ほどではないが料理もうまく、お菓子作りをすることも。笑顔がキラリ。そのキラキラ笑顔で、あらゆることを受け止める大物である。不平不満愚痴は言わない、精神的にとても大人なイケメンだが、本人曰く、幼馴染の新の前では、子供っぽい部分も見せるらしい。春と一緒に、暴走しがちな面々を見守り、フォローする側に回ることが多いグラビの良心。父が獣医なため動物の扱いには詳しく、寮で飼っている動物のブラッシングも上手い。

### Procellarum（プロセラルム）
略称は「プロセラ」。
水無月 涙（みなづき るい）
声 - 蒼井翔太 / 作曲 - ゆよゆっぺ
6月キャラクター。平成9年6月16日生まれ。22歳。B型。164cm（初期設定、2013年）→166cm（2014年）→167cm（2015年）→168cm（2016年）。ファンクラブ名はpluvia。イメージカラーは青緑。滋賀出身。
絶対音感の持ち主で音楽的センス抜群の天才タイプ。有名な音楽家夫婦の子供。男二人兄弟で次男。長男の怜（れい）が始の同級生で、涙は兄から始の話をよく聞かされていたので一方的な面識があった。兄との幼い頃の確執が原因で、首に近いところに怪我の痕が残る（普段は服やメイクで隠している）ほか、兄との関係に複雑な感情を持っていたが、後に解消。ある事情から家を飛び出し、長距離トラックをヒッチハイクして東京へ来て行き倒れ、後にヤマトと名付けられる黒猫とともに海に拾われた。プロセラ始動前に、街中でグラビの駆と知り合っている。「さん付けすると遠い感じがする」と、基本的に関係者全員を下の名前の呼び捨てで呼ぶ。コンビ活動時の相棒でもある郁をあだ名で呼ぶのは彼的には大冒険の結果。左利き。素直過ぎて、隼に色々なことを吹き込まれているが、たまに自ら真顔でぶっ込んでくるという荒技を使ってみせることがあり、プチ魔王様化が進んでいるという噂がある。幼い頃から音楽漬けの日々で学校には行っておらず、ダンスを含めた運動はあまり得意ではない。ピアノのコンクール後に取材が入ることもあったためか、多少撮影慣れしている節がある。また、体力はついてきたと言い張るが、まだまだ人並み以下である。マイブームはボウリングだが、隼や恋たちと行くまでやったことがなかった。絶望的に絵心がない画伯であるが、自覚は無い。海外生活の経験あり。
文月 海（ふづき かい）
声 - 羽多野渉 / 作曲 - ひとしずく×やま△
7月キャラクター。平成6年7月15日生まれ。25歳。O型。186cm（初期設定、2013年）→187cm（2014年以降）。ファンクラブ名はmare。イメージカラーは青。大阪出身。
プロセラの実質的な面倒見役。6人兄弟の長男で、弟妹への対応でついたのか、相手の頭を撫でる癖があり、付いたあだ名が「笑顔の猛獣使い」。最近それが始にうつったのでは？という疑惑がある。他に「みんなの兄貴」という称号も持つ。寮では、隼をはじめとする寝起きの悪いプロセラメンバーを起こして回ることも。ソロ仕事は、マグロ一本釣りや、農作業、秘境探検など、アイドルか？と思われる体力仕事が多い模様。そして本人もそれが好きな模様。隼の付き人である榊（さかき）さんとはメル友である。お茶の入れ方は彼直伝。グラビ、プロセラメンバー12人では最年長であり、デビューまでは何でも屋をやっていた。グラビメンバーの入寮の際に何でも屋の仕事（引越しの手伝い）でやってきて、プロデューサーにスカウトされた。その時に、同居していた涙の写真（寝起きでぼんやりしているところを携帯電話のカメラで撮っていた）を見せ、事後承諾で涙もメンバーに引き込む。ツキプロでは運転は許可制のため、デビュー前から免許を持ち運転していた彼は数少ないドライバー。同居の経緯から涙の保護者ポジションであり、涙相手だと親バカコースに入ることも。コンビ活動時の相棒は隼。年少組が順次成人してからは、その隼の影響からか多少自由な性格になり始めている。
葉月 陽（はづき よう）
声 - 柿原徹也、田中真奈美（小学生・幼少期） / 作曲 - うたたP
8月キャラクター。平成8年8月13日生まれ。23歳。O型。176cm（初期設定、2013年）→178cm（2014年）→179cm（2015年）→181cm（2016年）。ファンクラブ名はsol。イメージカラーは赤。奈良出身。
プロセラのファッション担当。女尊男卑な「男の敵」。実家は立派な寺でかなり裕福。般若心経は一応諳んじられる。兄が2人いる。高校時代は、仕事と学業の兼ね合いで奈良と東京を往復する生活だった。チャラく見えて、実は義理堅く、一本気が通っている。夜曰く妙なところで照れ屋。恋とは馬が合う模様。得意料理はカレーで、陽が作る通称「ゲナカレー」はプロセラ名物。幼馴染である夜の祖父は天敵。計算しないナチュラル男前の郁には対抗意識があって、負けじと男を磨く日々である。堅苦しいのが苦手で、仲間内では基本的にラフな言葉遣いや下の名前に「ちゃん」付けした呼びかけをする。ゆる〜く行くつもりが、プロセラメンバーの中では常識人枠だった為、いつの間にかツッコミ役に回っていることが多い。ダンスは天性の才能もあるらしい。自分が認めた相手には敬語を使う時がある。コンビ活動時の相棒は夜。
長月 夜（ながつき よる）
声 - 近藤隆、佐藤美由希（小学生・幼少期） / 作曲 - じょん
9月キャラクター。平成8年9月7日生まれ。23歳。A型。173cm（初期設定、2013年）→174cm（2014年）→175cm（2015年、2016年）。ファンクラブ名はnox。イメージカラーは黄色。奈良出身。
陽とは幼馴染みで実家が陽の寺の檀家総代。陽とは高校も同じだが、陽の周囲が常に賑やかなので、中学時代は気後れして一時距離を取っていたこともある。高校時代は、陽と同じく奈良と東京を往復する生活だった。手先が器用で料理がものすごく上手い。主に和食の惣菜系を得意とするが、和洋中一通り作れ、その腕前は誰もが認めるレベル。気分転換に料理をすることが多い。右利きで視力は両目0.6。基本は裸眼でたまに眼鏡をかけている。コンタクトは入れるのが下手で挫折。乗り物酔いしやすい体質。自分のことは「他のメンバーに比べて地味」だと評価しがちで、「見られる」ことが苦手。無茶振りもうまく返せない。しかし芝居には定評がある。葵と共に、女子力が高い「女子力コンビ」という呼ばれ方をするときもある。最近は、女子力を通り越して「プロセラのお母さん」と呼ばれることも。
神無月 郁（かんなづき いく）
声 - 小野賢章 / 作曲 - takamatt
10月キャラクター。平成9年10月21日生まれ。22歳。O型。165cm（初期設定、2013年）→168cm（2014年）→172cm（2015年）→175cm（2016年）。ファンクラブ名はathletic。イメージカラーは茶色。兵庫出身。
元気で明るく前向きな少年。愛称は「いっくん」。陸上部所属で走るのが日課。200mと400mで全国大会にでたことでスカウトを受けた。大阪府にある部活動が盛んで有名な高校にいっていたため高校時代は陽や夜と同じく故郷と東京を往復していた上、部活の大会での遠征もあるため、ダンスレッスンの時間がなかなか取れないことが悩みだった。その悩みは陸上部がある都内の大学に進学したことである程度解消される。運動神経抜群なのでスポーツ全般どんと来い！どっしり構えつつ、周囲への配慮も忘れない、誰もが認める男前な性格。気まぐれな隼の言動にも動じない大物である。憧れの人物は春と海。長身で大人っぽい男性が目標とのこと。涙とは現在進行形で友情をあっため中。普通の家庭に育った、普通の感覚の持ち主なので、陽と共に、プロセラの貴重なツッコミ役である。涙のプチ魔王化に戦々恐々としつつも、本人と隼が楽しそうなので、まぁいいかとも思っている。また、1歳上の姉(一葉)をもつ。並ぶと双子かと間違えられるくらい似ている。初めはアイドル衣装をからかっていたが応援メッセージを送ったり友人に勧めたりと良き理解者であるようだ。
霜月 隼（しもつき しゅん）
声 - 木村良平 / 作曲 - きくお
11月キャラクター。平成7年11月24日生まれ。24歳。AB型。181cm（初期設定、2013年）→182cm（2014年以降）。ファンクラブ名はalbion。イメージカラーは白。京都出身。
Procellarumのリーダーである美青年。本人曰く「出来る限り働きたくない」が、不思議なカリスマ性でユニットを率いる「魔王様」。意味深な微笑み＆自由気ままな言動で、本心を掴むのが難しい。暇があるとプロセラメンバーやマネージャーの大で遊ぶ。始のガチファンでファンクラブ会員ナンバー6。「プラチナカード」と称されるその会員証を得るためだけにコンビニ振込を覚えたらしい。始ラブを公言し続けて、遂に周知をさせた。その熱は冷めることを知らず、ガチファンとして今日も熱視線を送る。その始と同じ現場での仕事に狂喜した結果、季節外れの雪を降らせる、雑踏の中を歩いても身バレしない「目隠しのおまじない」が使える、どこか異世界から動物や謎生物を召喚する、など不思議な力も持っている。なお、「西の霜月」と称される実家と始の実家に繋がりがあることは、当人だけが知らなかったが、模試の上位者リストに毎回のようにある始の名前に対抗心を持っていたり、その始がアイドルになったとスカウトの際に知らされて芸能界入りに興味を持つなど、始をなんとなくライバル視していた節はある。代々霜月家に仕えている家系の付き人・榊（さかき）さんに送迎をして貰っていた為、電車の乗り方さえ危うい上に自動改札には基本的に挟まる。お坊ちゃま育ちのためか、コンビニの三角おにぎりやサンドイッチのフィルムもうまく剥けない。

### Fluna（フルーナ）
聖 クリス（ひじり くりす）
声 - 金元寿子 / 作曲 - さつき が てんこもり
12月キャラクター。平成12年12月25日生まれ。20歳。良くも悪くも真っ直ぐで純粋な、小さな「プリンセス」。コンビの相棒は桃崎ひな。
花園 雪（はなぞの ゆき）
声 - 今井麻美 / 作曲 - マチゲリータ
1月キャラクター。平成10年1月22日生まれ。22歳。黒髪が美しい大和撫子で、見た目通りに生真面目で芯が強い、気高い「クイーン」。睦月始とは遠い親戚。コンビの相棒は如月愛。
如月 愛（きさらぎ あい）
声 - MAKO / 作曲 - 虹原ぺぺろん
2月キャラクター。平成10年2月14日生まれ。22歳。恋の双子の妹。お調子者なところがある兄を、ハラハラしながら見守っている。父と兄は知らされていないが、母親が「元女神」であり、その素質から女神候補生となった。
桃崎 ひな（ももさき ひな）
声 - 大久保瑠美 / 作曲 - ゆうゆ
3月キャラクター。平成11年3月3日生まれ。21歳。ほがらか優しい女の子。よく新入生に間違えられる。
兎川 千桜（とがわ ちさ）
声 - 野中藍 / 作曲 - 蝶々P
4月キャラクター。平成10年4月6日生まれ。22歳。少し天然で少しドジだが、めげずに前向き。おしゃべりが大好きで人懐っこいので、友達が多い。結城若葉とはコンビの相棒にして大親友。
結城 若葉（ゆうき わかば）
声 - 内山夕実 / 作曲 - Nem
5月キャラクター。平成10年5月20日生まれ。22歳。爽やかスポーツ系美少女。運動が大好きで得意であり、特に短距離走では選抜選手に選ばれる常連である。

### Seleas（セレアス）
照瀬 結乃（てらせ ゆの）
声 - 佐藤利奈 / 作曲 - ゆよゆっぺ
6月キャラクター。平成9年6月25日生まれ。24歳。母親が現役女神で忙しく、あまり家にいない。代わりに、頑固一徹な父親が彼女を見ていたのだが、結果として実に男らしい女子になった。雨女。コンビの相棒は姫川瑞希。
姫川 瑞希（ひめかわ みずき）
声 - 石上静香 / 作曲 - ひとしずく×やま△
7月キャラクター。平成9年7月10日生まれ。24歳。頭脳明晰で上品な、皆のお姉さん。
元宮 祭莉（もとみや まつり）
声 - 大坪由佳 / 作曲 - うたたP
8月キャラクター。平成10年8月18日生まれ。23歳。実験と発明、お祭りが大好きなマッドサイエンティスト。感情があまり顔に出ない。コンビの相棒は朝霧あかね。
朝霧 あかね（あさぎり あかね）
声 - 福原香織 / 作曲 - じょん
9月キャラクター。平成10年9月11日生まれ。23歳。おばあちゃん子で、朗らか優しいお姉ちゃん。弟が2人（双子）いる。
伊地崎 麗奈（いちさき れいな）
声 - 黒沢ともよ / 作曲 - takamatt
10月キャラクター。平成12年10月3日生まれ。21歳。マンガ、アニメといった地球のサブカル系の話題に強く、椿にも容赦なくツッコミを入れる強者。コンビの相棒はその天童院椿。
天童院 椿（てんどういん つばき）
声 - 上坂すみれ / 作曲 - きくお
11月キャラクター。平成12年11月11日生まれ。21歳。プロセラの隼とは「同一個体にして別の存在・とある一つの可能性の結果」らしい。やはり始クラスタである。

### マネージャー
通称「マネズ」。どちらも有能だが、事あるごとに「うちの子自慢」を繰り広げる。
月城 奏（つきしろ かなで）
声 - 山中真尋
Six Gravityのマネージャー。昭和60年12月4日生まれ。A型。175cm。イメージカラーはオリーブ。
元大学講師という経歴を持つ。元々マネージャー業をしていた姉が結婚退職をする際に強引に引き継ぎ役として引っ張り出された。前職でグラビメンバーと近い世代と関わりを持っていたため、顔合わせした頃からすんなり馴染んでいる。
メンバー達のことを｢くん｣付けするが始に対しては｢始さん｣と呼ぶことがあり、その度に訂正している。
黒月 大（くろつき だい）
声 - 間宮康弘
Procellarumのマネージャー。昭和59年8月24日生まれ。O型。189cm。イメージカラーは黒。
元警察官でSPをしていたという経歴を持つ。警護として採用されたはずだったのだが、色々あってマネージャーになったらしい。前職ではプロセラメンバーほど年下の相手とはあまり関わらなかったため、顔合わせした頃はちょっと緊張していたらしい。SP時代の訓練の賜物で車の運転はうまい。

### その他の登場人物
月野 尊（つきの みこと）
年齢不詳。
Six Gravity及びProcellarumの総合プロデューサーであり、ツキノ芸能プロダクションの社長。マネズの楽曲と新と隼の2枚目のシングル収録曲、グラビとプロセラの合同曲『ツキノウタ』に作詞者としてクレジットされている。寮（管理人付きのマンション）で飼っているウサギの黒田、白田の正式な飼い主ではあるが、黒田は主にグラビの、白田は主にプロセラのフロアにいて、メンバーが世話をしている。
メンバー達をスカウトした張本人だが、「怪しい」「謎が多い」「胡散臭い」と評されている。アニメでは声がついておらず、姿も一部しか映されていない。
卯月 優花（うづき ゆうか）
新の2歳年上の姉。黒髪ロングで顔立ちは新とよく似ている。
化粧品のイメージキャラクターをした頃から始のファンで、隼とも交流があるらしい。
皐月 千尋（さつき ちひろ）
葵の4歳年上の兄。眼鏡をかけている以外、外見は葵とそっくり。工学部卒業後、獣医学部に入学しなおした。
母親や葵、新に｢ちーちゃん｣と呼ばれている。
水無月 怜（みなづき れい）
声 - 蒼井翔太
涙の2歳年上の兄で始の同級生であった。
音楽的才能に恵まれない自分に対し、涙は天性の才能を持っていたので嫉妬していた。そのことが原因で過去に涙に大けがをさせている。それが大きな痕になっていることを悔いていて、医大に進学した。
涙に怪我をさせたことで滋賀の家を出ることになり、現在東京にいる叔父のもとで暮らしている。
春曰く｢弟(涙)そっくり｣だそう。
葉月 宗（はづき そう）
葉月家の長男で29歳。
真面目で頑固な性格で父親似。リズム感がよく、木魚で陽の曲のリズムを取っていたことがあるらしい。一見強面なのだが、末の弟の陽には地味に甘い。
葉月 透（はづき とおる）
葉月家の次男で25歳。
チャラい外見で、寺の息子とは信じてもらえない。陽いわくノリで生きている。口は悪いが面倒見はよい。陽からは呼び捨てにされている。
松永 太一（まつなが たいち）
声 - 寺島惇太
通称まっつん。172cm(2014年)でA型。
陽と夜の小学4年生からの同級生で自称「意識の高いモブ」。
神無月 一葉（かんなづき いちは）
郁の1つ年上の姉。郁とは双子のように似ている。
高校時代は郁と同じ高校に通っており、バドミントン部に所属していた。
榊さん
32歳。滅多に笑わない冷静クールインテリ眼鏡。
隼のお目付け役、執事のような存在で、高校時代の隼の送迎をしていた。
榊家は代々霜月家に仕えており、榊さんの父は隼の父の専任の執事をしている。
海に紅茶の入れ方を直伝しており、今では茶飲み友達である。猫好き。
朏 ユズル（みかづき ユズル）
声 - 鈴木達央
アニメ第1期第4話に登場。実力と実績を兼ね備えた有名俳優。
新・葵・陽・夜がWキャストとして立つ舞台で土方歳三役として共演することになり、彼らに影響を与える。
本編中では度々喫煙するシーンが登場する。なお、本編中で新が読めなかった漢字が、この「朏」である。
獏路 朱華（ばくろ しゅか）
声 - 中野さいま
ドラマCDから登場。雪の上司で、現役の女神。

### 動物その他
黒田（くろだ）
声 - 黒田崇矢
寮で飼われている黒ウサギ。オス。規格外の大きさ（最初に路上で見かけた始が犬と見間違えたほど）。グラビのフロアで世話されている。餌を与えれば全部食べてしまうため、度々抱え上げて重さを確かめるはめになっている春が、餌をあげすぎる人物（主に新）を説教したり、ダイエットを宣告している。ダッシュした勢いが余ってタックルになったりすると、その重量のためかなりダメージを受ける。どこかから始の部屋に入り込んでベッドで寝ている始の上で寝ているなど、特に始に懐いている節があるが、逆に風呂担当の春はよく逃げられる。よく共有ルームの日向部分で寝ている「黒いの大中小」の「小」（「大」は始、「中」は新）。よく寮を脱走するため、首輪には連絡先を記したタグがついている。
白田（しろだ）
同じく寮で飼われているロップイヤーの白ウサギ。メス。プロセラのフロアで世話されている。黒田と違い手のひらサイズで、「お姫様」と呼ぶ隼によく懐き、彼の肩の上に乗っていることも。海には「お嬢」と呼ばれている。首には首輪の代わりに赤いリボンを巻いている。寮にいない時はある場所にいるらしい。
ヤマト
東京で行き倒れた涙とともに海に拾われたオスの黒猫。寮に来てからは涙の飼い猫として共有ルームや涙の部屋にいる。名付け親は海で、由来は大手宅配業者のキャッチコピー。
コロッケ
寮で飼われている犬。元は捨て犬で名付け親は駆（毛が茶色いところから）。柴犬系の雑種で、外で撮影していた駆と恋が連れ帰り、始に頼み込んで飼い始めた。主に恋が世話をしている。
ホケキョくん
寮で飼っているウグイス。弱っていたところを春が保護したのが始まり。その春の頭の上に乗っかるのがお気に入りな模様。特技は仰向けに転がる「逆さまブルースカイ」。後に、寮の他の動物にも仕込まれる。
ディアブロ
隼が異界（魔界）から呼び出した謎の生物。愛称「ディーくん」。当初はラジオで使っているプラスチック製の笛に擬態していたが、隼が吹いた時、笛にあるまじき音がしたため、段ボール箱に放り込まれガムテープで蓋を塞がれた。その状態でもガタガタと動き回り、共有ルームのキッチンなどで誰かに物を置かれたり、その状態で移動して、載せた物の行方不明事件を起こしたり、玄関先で集荷に来た宅配業者に見つかって、集荷されかけたりして騒ぎになることも（集荷担当者が慣れてしまえば気にならない）。なお、怖いもの見たさで箱の封印を一部解いて覗き込むと、人によって違うものが見え、完全に開封すると「地球がパーン！」するらしい。そのため基本的に隼以外の人間は開封厳禁であり、夏は高原レタスの箱、冬はみかん箱と、隼が時期に応じて箱を変えている。好物は笹かまぼこ。
隼は、この他にも魔界からペンギン（「マゼラン」。陽の相棒として居住）やパンダ（「笹熊1号」。郁の相棒として居住）などを召喚している。
中井さん（なかいさん）
手のひらサイズのトナカイの妖精。鼻が赤い。公式イラストから誕生して以来、駆の相棒的な存在としてグラビのフロアで生活している。手のひらサイズながらサンタクロースの相棒としてプレゼントを配るため、12月に入ると当日に向けてアップを始める。
はるまき、しらたき、ちくわ
弥生家のペット。はるまきはゴールデンレトリバーの雄、しらたきはシベリアンハスキーの雄、ちくわはマンチカンの雌。
ネーミングは、「春生まれだから」長男に「春」とつけた逸話をもつ弥生母。

## テレビアニメ
2014年11月9日に「アニメイトガールズフェスティバル2014」のステージイベントにてテレビアニメ化が発表され、2016年7月より9月まで『ツキウタ。 THE ANIMATION』（通称：ツキアニ。）のタイトルでTOKYO MX・BS11ほかにて放送された。アニメイト30周年記念作品。ProcellarumとSix Gravityのメンバーを中心とした1話完結のストーリーで、各話ごとに主役が異なる。
2018年11月に第2期『ツキウタ。 THE ANIMATION2』（通称：ツキアニ。2（ツー））の制作が発表され、2020年10月から12月まで放送された。当初は2019年に放送予定で、改めて2020年4月に延期したが、Covid-19の感染拡大に伴い2度延期が発表された。また、中京エリアの放送局をテレビ愛知からメ〜テレに変更した。

### スタッフ
|                          | 第1期                                                     | 第2期                                   |            |
| ------------------------ | --------------------------------------------------------- | --------------------------------------- | ---------- |
| 原作                     | ふじわら（第2期はストーリー原案を兼任）                   | ふじわら（第2期はストーリー原案を兼任） |            |
| キャラクター原案         | じく                                                      | じく                                    |            |
| 監督                     | 川崎逸朗                                                  | 浅見松雄（シリーズディレクター）        |            |
| シリーズ構成             | 川崎逸朗                                                  | 高橋ナツコ                              | 高橋ナツコ |
| キャラクターデザイン     | 番由紀子                                                  | 千葉道徳、羽田浩二                      |            |
| サブキャラクターデザイン | 八尋裕子                                                  |                                         |            |
| プロップデザイン         | 久我嘉輝                                                  | 枝松聖                                  |            |
| 総作画監督               | 番由紀子、高橋敦子、石川健介                              |                                         |            |
| 美術監督                 | 松本浩樹                                                  | 李書九                                  |            |
| 美術設定                 | 松本浩樹 小山真由子（第5 - 13話）                         |                                         |            |
| 色彩設計                 | 佐野ひとみ                                                | 小谷和樹                                |            |
| 撮影監督                 | 増野真衣                                                  | 久保村正樹                              |            |
| 3DCGディレクター         | 西田映美子                                                |                                         |            |
| 編集                     | 松原理恵                                                  | 平木大輔                                |            |
| 音響監督                 | 清水勝則                                                  | 塩屋翼                                  |            |
| 音楽                     | 神津裕之                                                  | 関美奈子                                |            |
| 音楽プロデューサー       | 西澤雅巳                                                  | 小栁豊                                  |            |
| プロデューサー           | 清水修、小澤一由、吉田敦則 桂島菜央、上治知世、今和泉翔光 | 稲垣卓、生方慎也、杉浦美沙紀            |            |
| 制作プロデューサー       | 千葉真悟                                                  | 米澤和俊                                |            |
| アニメーション制作       | studioぴえろ                                              | Children's Playground Entertainment     |            |
| 制作協力                 | studioぴえろ+                                             |                                         |            |
| 製作                     | ツキアニ。製作委員会                                      | ツキアニ。2製作委員会                   |            |

### 主題歌

#### オープニングテーマ（OP）・挿入歌
「GRAVITIC-LOVE」
第1期奇数話OP。作詞・作曲は月野尊、編曲はzakbee&KAN TAKAHIKO、歌はSix Gravity。
「LOLV -Lots of Love-」
第1期偶数話OP。作詞・作曲は月野尊、編曲はKAN TAKAHIKOとzakbee、歌はProcellarum。
「ツキウサ。体操」
第1期第3話挿入歌。作詞・作曲は月野尊、編曲は滝沢章、歌は月城奏（山中真尋）と黒月大（間宮康弘）。
「Paint It Black」
第2期OP。作詞・作曲は月野尊、編曲はzakbee&KAN TAKAHIKO、歌はSix Gravity。
「White Sparks」
第2期OP。歌はProcellarum。
「Rainy moment 〜Piano ver.〜」
第2期第2話挿入曲。作曲はゆよゆっぺ、編曲は篠崎あやと、ピアノは中村智美。
「ツキステ。」「TSUKINO EMPIRE -Unleash your mind.-」より
第2期第8話挿入曲。楽曲提供はじょん、音楽は端山奏子と印南俊太郎。

#### エンディングテーマ（ED）
「stella〜きんぴか上昇気分〜」
第1期第1話ED。作詞・作曲はさつき が てんこもり、編曲はcolate、歌は師走駆（梶裕貴）。
「initium〜始告氷輪〜」
第1期第2話ED。作詞・作曲はマチゲリータ、歌は睦月始（鳥海浩輔）。
「amor〜溢れだす想いから〜」
第1期第3話ED。作詞・作曲は虹原ぺぺろん、歌は如月恋（増田俊樹）。
「ver〜歌詠鳥の声〜」
第1期第4話ED。作詞・作曲はゆうゆ、歌は弥生春（前野智昭）。
「cerasus〜桜並木に導かれて〜」
第1期第5話ED。作詞・作曲は蝶々P、歌は卯月新（細谷佳正）。
「caelum〜未来〜」
第1期第6話ED。作詞・作曲はNem、歌は皐月葵（KENN）。
「pluvia〜嘘と温もり〜」
第1期第7話ED。作詞・作曲はゆよゆっぺ、歌は水無月涙（蒼井翔太）。
「mare〜君と綴る航海日誌〜」
第1期第8話ED。作詞・作曲はひとしずく×やま△、歌は文月海（羽多野渉）。
「sol〜Happy!Phew!〜」
第1期第9話ED。作詞は鳥居羊、作曲はうたたP、歌は葉月陽（柿原徹也）。
「nox〜風のレコード〜」
第1期第10話ED。作詞・作曲はじょん、歌は長月夜（近藤隆）。
「athletic〜Never Ending Challenge!!〜」
第1期第11話ED。作詞・作曲はtakamatt、歌は神無月郁（小野賢章）。
「albion〜ふたりだけの白〜」
第1期第12話ED。作詞・作曲はきくお、歌は霜月隼（木村良平）。
「ツキノウタ。」
第1期第13話ED。作詞・作曲は月野尊、編曲は滝沢章、歌はSix GravityとProcellarum。
「きんぴかコンプリート」
第2期第1話ED。作詞・作曲はさつき が てんこもり、歌は師走駆（梶裕貴）。
「Close」
第2期第2話ED。作詞・作曲はゆよゆっぺ、歌は水無月涙（蒼井翔太）。
「桜舞う空へ」
第2期第3話ED。作詞・作曲は蝶々P、歌は卯月新（koyomi from 桜men）。
「キミとプロミネンス」
第2期第4話ED。作詞・作曲はうたたP、歌は葉月陽（柿原徹也）。
「名前の無い物語」
第2期第5話ED。作詞・作曲はゆうゆ、歌は弥生春（前野智昭）。
「Gift」
第2期第5話挿入歌。作詞・作曲はゆうゆ、歌は弥生春（前野智昭）。
「Valiant Journey」
第2期第6話ED。作詞・作曲はひとしずく×やま△、歌は文月海（羽多野渉）。
「コイバナ」
第2期第7話ED。作詞・作曲は虹原ぺぺろん、歌は如月恋（増田俊樹）。
「燃歌続走」
第2期第8話ED。作詞・作曲はtakamatt、編曲はMacaroni&Cheese、歌は神無月郁（小野賢章）。
「Fly Together」
第2期第9話ED。作詞・作曲はNem、歌は皐月葵（KENN）。
「月面観測」
第2期第10話ED。作詞・作曲はじょん、歌は長月夜（近藤隆）。
「DA☆KAI」
第2期第10話挿入歌。作詞は鳥居羊、作曲はうたたP、歌は葉月陽（柿原徹也）と長月夜（近藤隆）。
「始蝶歌」
第2期第11話ED。作詞・作曲はマチゲリータ、編曲は橘亮祐、歌は睦月始（鳥海浩輔）。
「Cry for ×××」
第2期第12話ED。作詞・作曲は月野尊、編曲は篠崎あやとと橘亮祐、歌は霜月隼（木村良平）。
「月ノ詩。」
第2期第13話ED。作詞・作曲は月野尊、編曲は滝沢章、歌はSix GravityとProcellarum。

### 各話リスト
| 話数  | サブタイトル            | 脚本                      | 絵コンテ        | 演出             | 作画監督 | 初放送日       |       |       |       |       |       |       |       |       |       |       |       |       |       |       |       |       |       |       |
| 第1期 | 第1期                   | 第1期                     | 第1期           | 第1期            | 第1期 | 第1期          | 第1期 | 第1期 | 第1期 | 第1期 | 第1期 | 第1期 | 第1期 | 第1期 | 第1期 | 第1期 | 第1期 | 第1期 | 第1期 | 第1期 | 第1期 | 第1期 | 第1期 | 第1期 |
| ----- | ----------------------- | ------------------------- | --------------- | ---------------- | --- | -------------- | ----- | ----- | ----- | ----- | ----- | ----- | ----- | ----- | ----- | ----- | ----- | ----- | ----- | ----- | ----- | ----- | ----- | ----- |
| #01   | 握手会にかける！        | 川崎逸朗                  | 川崎逸朗        | 川崎逸朗         | 伊勢奈央子 阿萬和俊 番由紀子 野崎将也 清水勝祐 広尾佳奈子 真部周一郎                                                                                                  | 2016年 7月6日  |       |       |       |       |       |       |       |       |       |       |       |       |       |       |       |       |       |       |
| #02   | 鏡細工のココロ          | ハラダサヤカ              | 川崎逸朗        | 徐恵眞           | 番由紀子 八尋裕子 伊部由起子 大竹紀子 伊勢奈央子 阿萬和俊 宮本幸子 新宮祐介 野崎将也 有泉洋子 船道愛子 下島誠 内原茂 Shin Min Seop Shin Hyung Sik Kim Eun Ha 臼田美夫 | 7月13日        |       |       |       |       |       |       |       |       |       |       |       |       |       |       |       |       |       |       |
| #03   | 想いを遥かに            | 川崎逸朗                  | 川崎逸朗        | 川西泰二         | Kim Yoon Jung | 7月20日        |       |       |       |       |       |       |       |       |       |       |       |       |       |       |       |       |       |       |
| #04   | 新たなる道へ            | ハラダサヤカ              | 小柴純弥        | 松本マサユキ     | Chang Bum Chul Kim Yoo Mi | 7月27日        |       |       |       |       |       |       |       |       |       |       |       |       |       |       |       |       |       |       |
| #05   | 過去との邂逅            | ハラダサヤカ              | 川崎逸朗        | 前屋俊広         | Shin Min Seop Shin Hyung Sik Kim Eun Ha Seo Jung Duk Jung Chul Gyo 石崎裕子                                                                                           | 8月3日         |       |       |       |       |       |       |       |       |       |       |       |       |       |       |       |       |       |       |
| #06   | 賢い探偵！？            | 川崎逸朗                  | 川崎逸朗        | 杉村苑美         | 清水博幸 山村俊了 Lee Jung Hoon | 8月10日        |       |       |       |       |       |       |       |       |       |       |       |       |       |       |       |       |       |       |
| #07   | 睦月始探検隊            | 川崎逸朗                  | 小岩井礼文      | 川西泰二         | Kim Yoon Jung Chang Young Sun | 8月17日        |       |       |       |       |       |       |       |       |       |       |       |       |       |       |       |       |       |       |
| #08   | まるい月                | ハラダサヤカ              | まついひとゆき  | 松本マサユキ     | 内原茂 今里佳子 野崎将也 船道愛子 Chang Bum Chul Kim Yoo Mi | 8月24日        |       |       |       |       |       |       |       |       |       |       |       |       |       |       |       |       |       |       |
| #09   | 重ね模様の夜            | ハラダサヤカ              | 川崎逸朗        | 徐恵眞 道家師氏  | 船道愛子 山下恵 山村俊了 栗井重紀 Shin Min Seop Shin Hyung Sik | 8月31日        |       |       |       |       |       |       |       |       |       |       |       |       |       |       |       |       |       |       |
| #10   | アオイホノオ            | 川崎逸朗                  | 川崎逸朗        | 秦義人           | 石崎裕子 小林ゆかり 服部憲司 Shin Min Seop Shin Hyung Sik | 9月7日         |       |       |       |       |       |       |       |       |       |       |       |       |       |       |       |       |       |       |
| #11   | 迷いの瞬間              | ハラダサヤカ              | 室井ふみえ      | 川西泰二         | Kim Yoon Jung Chang Young Sun | 9月14日        |       |       |       |       |       |       |       |       |       |       |       |       |       |       |       |       |       |       |
| #12   | Full Moon Festival      | ハラダサヤカ              | 小岩井礼文      | ながはまのりひこ | Shin Hey Ran Shin Min Seop Shin Hyung Sik Jung Chul Gyo | 9月21日        |       |       |       |       |       |       |       |       |       |       |       |       |       |       |       |       |       |       |
| #13   | ツキノウタ。            | 川崎逸朗                  | 川崎逸朗        | 川崎逸朗         | 番由紀子 高橋敦子 八尋裕子 伊部由起子 広尾佳奈子 内原茂 Shin Min Seop Kim Eun Ha Lee Sang Jin                                                                         | 9月28日        |       |       |       |       |       |       |       |       |       |       |       |       |       |       |       |       |       |       |
| 第2期 |                         |                           |                 |                  | |                |       |       |       |       |       |       |       |       |       |       |       |       |       |       |       |       |       |       |
| #01   | 1秒前よりも……           | 高橋ナツコ                | 西本由紀夫      | 浅見松雄         | Moon Hee Jeong Yong-un Hwang Seong-won | 2020年 10月7日 |       |       |       |       |       |       |       |       |       |       |       |       |       |       |       |       |       |       |
| #02   | 奏でたい想い            | 高橋ナツコ                | 小滝礼          | 西村大樹         | Lee gio Jumondou Seoul | 10月14日       |       |       |       |       |       |       |       |       |       |       |       |       |       |       |       |       |       |       |
| #03   | 君がヒーロー            | 成田順                    | 西本由紀夫      | 村田尚樹         | 小林一三 斎藤千英 金正男 呉賢景 | 10月21日       |       |       |       |       |       |       |       |       |       |       |       |       |       |       |       |       |       |       |
| #04   | Just get up and dance.  | 渡邊大輔                  | 小林一三        | 金承徳           | 菊永千里 上野沙弥佳 畠山元 | 10月28日       |       |       |       |       |       |       |       |       |       |       |       |       |       |       |       |       |       |       |
| #05   | 仲間と音楽を            | 高木聖子                  | 西本由紀夫      | 布施康之         | Song jinyoung Kim giyup Kim jongbum | 11月4日        |       |       |       |       |       |       |       |       |       |       |       |       |       |       |       |       |       |       |
| #06   | 猫たちの旅              | 高橋ナツコ                | 藤原良二        | 金承徳           | 陳亮 LEE GIO 寿門堂 Jumondou Seoul | 11月11日       |       |       |       |       |       |       |       |       |       |       |       |       |       |       |       |       |       |       |
| #07   | それぞれの笑顔          | 成田順                    | 直谷たかし      | 山口浩美         | 小笠原理恵 青柳謙二 金元会 | 11月18日       |       |       |       |       |       |       |       |       |       |       |       |       |       |       |       |       |       |       |
| #08   | 昔と今と夜食と未来と    | 渡邊大輔                  | 小林一三        | 西村大樹         | 菊池政芳 海保仁美 山﨑輝彦 吉村恵 上野沙弥佳 乗冨梓 Jumondou Seoul | 11月25日       |       |       |       |       |       |       |       |       |       |       |       |       |       |       |       |       |       |       |
| #09   | 王子様の冒険            | 高橋ナツコ あいざわあつこ | 松園公          | 布施康之         | Song jinyoung | 12月2日        |       |       |       |       |       |       |       |       |       |       |       |       |       |       |       |       |       |       |
| #10   | 背中合わせの夜          | 高木聖子                  | 藤原良二        | 金承徳           | 菊池政芳 海保仁美 山﨑輝彦 乗冨梓 | 12月9日        |       |       |       |       |       |       |       |       |       |       |       |       |       |       |       |       |       |       |
| #11   | その手                  | 成田順                    | 直谷たかし      | 松尾慎           | 仲敷沙織 | 12月16日       |       |       |       |       |       |       |       |       |       |       |       |       |       |       |       |       |       |       |
| #12   | 仲間と                  | 高橋ナツコ                | 藤原良二        | まつもとよしひさ | Lee Gio Jumondou Seoul | 12月23日       |       |       |       |       |       |       |       |       |       |       |       |       |       |       |       |       |       |       |
| #13   | Full Moon Festival 2020 | ふじわら                  | 小林一三 松尾慎 | 田中千駿         | Children's Playground Entertainment | 12月30日       |       |       |       |       |       |       |       |       |       |       |       |       |       |       |       |       |       |       |

### 放送局
| 放送期間               | 放送時間                     | 放送局      | 対象地域 | 備考                  |
| ---------------------- | ---------------------------- | ----------- | -------- | --------------------- |
| 2016年7月6日 - 9月28日 | 水曜 23:00 - 23:30           | TOKYO MX    | 東京都   |                       |
|                        |                              | BSスカパー! | 日本全域 | BS/CS放送             |
| 2016年7月7日 - 9月29日 | 木曜 0:00 - 0:30（水曜深夜） | サンテレビ  | 兵庫県   |                       |
|                        | 木曜 1:00 - 1:30（水曜深夜） | KBS京都     | 京都府   |                       |
|                        | 木曜 2:00 - 2:30（水曜深夜） | BS11        | 日本全域 | BS放送 / 『ANIME+』枠 |
|                        | 木曜 2:35 - 3:05（水曜深夜） | テレビ愛知  | 愛知県   |                       |

| 配信期間        | 配信時間 | 配信サイト           |
| --------------- | -------- | -------------------- |
| 2016年7月 - 9月 | 不明     | dアニメストア        |
|                 |          | アニメイトチャンネル |

| 放送期間                     | 放送時間                     | 放送局     | 対象地域   | 備考                  |
| ---------------------------- | ---------------------------- | ---------- | ---------- | --------------------- |
| 2020年10月7日 - 12月30日     | 水曜 22:30 - 23:00           | TOKYO MX   | 東京都     |                       |
|                              | 水曜 23:30 - 木曜 0:00       | KBS京都    | 京都府     |                       |
| 2020年10月8日 - 12月31日     | 木曜 0:30 - 1:00（水曜深夜） | サンテレビ | 兵庫県     |                       |
|                              | 木曜 2:11 - 2:41（水曜深夜） | メ〜テレ   | 中京広域圏 |                       |
| 2020年10月9日 - 2021年1月1日 | 金曜 0:00 - 0:30（木曜深夜） | BS11       | 日本全域   | BS放送 / 『ANIME+』枠 |

| 配信開始日    | 配信時間                   | 配信サイト                                                                                                   |
| ------------- | -------------------------- | --- |
| 2020年10月7日 | 水曜 22:30 更新            | U-NEXT アニメ放題 dアニメストア ニコニコチャンネル あにてれ ビデオマーケット music.jp GYAO!ストア Rakuten TV |
| 2020年10月7日 | 水曜 23:00 - 23:30         | ニコニコ生放送                                                                                               |
| 2020年10月8日 | 木曜 12:00 更新            | バンダイチャンネル ABEMA FOD ひかりTV Hulu HAPPY!動画 ムービーフルplus                                       |
|               | 木曜 19:00 更新            | TSUTAYA TV                                                                                                   |
| 2020年10月9日 | 金曜 0:00（木曜深夜） 更新 | TELASA J:COMオンデマンド auスマートパス プレミアム milplus                                                   |

### BD / DVD
| 巻 | 発売日         | 収録話          | 規格品番  | 規格品番  |
| 巻 | 発売日         | 収録話          | BD        | DVD       |
| -- | -------------- | --------------- | --------- | --------- |
| 1  | 2016年9月30日  | 第1話 - 第2話   | TKAM-0001 | TKAM-0002 |
| 2  | 2016年10月28日 | 第3話 - 第4話   | TKAM-0003 | TKAM-0004 |
| 3  | 2016年11月25日 | 第5話 - 第6話   | TKAM-0005 | TKAM-0006 |
| 4  | 2016年12月23日 | 第7話 - 第8話   | TKAM-0007 | TKAM-0008 |
| 5  | 2017年1月27日  | 第9話 - 第10話  | TKAM-0009 | TKAM-0010 |
| 6  | 2017年2月24日  | 第11話 - 第12話 | TKAM-0011 | TKAM-0012 |
| 7  | 2017年3月24日  | 第13話          | TKAM-0013 | TKAM-0014 |

| 巻 | 発売日        | 収録話          | 規格品番  | 規格品番  |
| 巻 | 発売日        | 収録話          | BD        | DVD       |
| -- | ------------- | --------------- | --------- | --------- |
| 1  | 2021年1月29日 | 第1話 - 第2話   | TKAM-0017 | TKAM-0018 |
| 2  | 2021年2月26日 | 第3話 - 第4話   | TKAM-0019 | TKAM-0020 |
| 3  | 2021年3月26日 | 第5話 - 第6話   | TKAM-0021 | TKAM-0022 |
| 4  | 2021年4月30日 | 第7話 - 第8話   | TKAM-0023 | TKAM-0024 |
| 5  | 2021年5月28日 | 第9話 - 第10話  | TKAM-0025 | TKAM-0026 |
| 6  | 2021年6月25日 | 第11話 - 第12話 | TKAM-0027 | TKAM-0028 |
| 7  | 2021年7月30日 | 第13話          | TKAM-0029 | TKAM-0030 |

## 劇場アニメ
10周年プロジェクト「十進月歩」の第1弾として『RABBITS KINGDOM THE MOVIE』のタイトルで2023年12月に劇場公開予定であったが延期となり、2024年6月14日に劇場公開となった。通称は「ラビキン」。

### スタッフ（劇場アニメ）
- 監督・脚本 - 逸見龍一郎[20]
- 絵コンテ - 中野彰子[20]
- 総作画監督 - 佐藤多恵子[20]
- アニメーションプロデューサー - 西宮規子[20]
- アニメーション制作 - スタジオ・ザイン[20]
- キャラクター原案 - じく[20]
- 原作・原案 - ふじわら[20]

## 舞台
『2.5次元ダンスライブ「ツキウタ。」ステージ』（通称は「ツキステ。」）
2016年より開始。Six GravityとProcellarumをメインとした、男性キャラクターのみの舞台作品シリーズ。
『2.5次元ダンスライブ「ツキウタ。」ステージ Girl's Side MEGASTA.』（通称は「メガステ」）
2021年より開始。FlunaとSeleasをメインとした、女性キャラクターのみの舞台作品シリーズ。

### キャスト
| Six Gravity | Procellarum | Fluna | Seleas |
| --- | --- | --- | --- |
| - 睦月始 - 校條拳太朗→縣豪紀 - 弥生春 - 仲田博喜→松田岳→ 太田裕二 - 卯月新 - 山崎大輝→竹中凌平→中島礼貴 - 皐月葵 - 上仁樹 - 師走駆 - 輝山立→澤邊寧央 - 如月恋 - 横尾瑠尉→鈴木遥太 | - 霜月隼 - 友常勇気→TAKA(CUBERS) - 文月海 - 土井一海→平井雄基 - 葉月陽 - 鷲尾修斗→栗田学武→鷲尾修斗 - 長月夜 - 谷佳樹→秋葉友佑 - 水無月涙 - 佐藤友咲 - 神無月郁 - 笹翼→三山凌輝→佐藤智広 | - 花園雪 - 橘里依 - 如月愛 - 茉依 - 兎川千桜 - 歌倉千登星 - 結城若葉 - 美紅 - 桃崎ひな - 桃果→河上英里子 - 聖クリス - 大西菜友 | - 照瀬結乃 - 齋藤千尋 - 姫川瑞希 - 佐倉花怜 - 元宮祭莉 - 新川眞白 - 朝霧あかね - わたなべかすみ - 伊地崎麗奈 - 秋場悠里 - 天童院椿 - 平松可奈子 |

## 関連商品

### シングル

#### ソロシングル
| 発売日         | タイトル                                          | アーティスト | 規格品番  | 規格品番  |
| 発売日         | タイトル                                          | アーティスト | 通常盤    | 限定盤    |
| -------------- | ------------------------------------------------- | ------------ | --------- | --------- |
| 2012年12月7日  | 聖夜も労働ingなう！                               | 師走駆       | TKUT-0001 |           |
| 2012年12月7日  | 聖夜もOnline!                                     | 聖クリス     | TKUT-0002 |           |
| 2013年1月11日  | 氷輪紫鬼                                          | 睦月始       | TKUT-0003 |           |
| 2013年1月11日  | 六花撫子                                          | 花園雪       | TKUT-0004 |           |
| 2013年2月1日   | Me-lo-dy                                          | 如月恋       | TKUT-0005 |           |
| 2013年2月1日   | Acacia                                            | 如月愛       | TKUT-0006 |           |
| 2013年3月1日   | ウグイス・コード -春告鳥の歌-                     | 弥生春       | TKUT-0007 |           |
| 2013年3月1日   | 春待ち息吹は君恋し                                | 桃崎ひな     | TKUT-0008 |           |
| 2013年4月5日   | 桜とともに君だけを。                              | 卯月新       | TKUT-0009 |           |
| 2013年4月5日   | sing my way                                       | 兎川千桜     | TKUT-0010 |           |
| 2013年5月10日  | カルミアと五月雨                                  | 皐月葵       | TKUT-0011 |           |
| 2013年5月10日  | LOVE FRUIT                                        | 結城若葉     | TKUT-0012 |           |
| 2013年6月7日   | Rainy moment                                      | 水無月涙     | TKUT-0013 |           |
| 2013年7月5日   | さよなら夢花火                                    | 文月海       | TKUT-0014 |           |
| 2013年8月9日   | Genau!                                            | 葉月陽       | TKUT-0015 |           |
| 2013年9月6日   | コガネイロ                                        | 長月夜       | TKUT-0016 |           |
| 2013年10月4日  | RUN BOY RUN                                       | 神無月郁     | TKUT-0017 |           |
| 2013年11月1日  | アイシクル                                        | 霜月隼       | TKUT-0018 |           |
| 2015年1月30日  | 雨女って言わないで                                | 照瀬結乃     | TKUT-0045 |           |
| 2015年2月27日  | 彼は誰の夢                                        | 姫川瑞希     | TKUT-0046 |           |
| 2015年3月27日  | 招き招かれお祭りモード                            | 元宮祭莉     | TKUT-0047 |           |
| 2015年4月24日  | こがれびと                                        | 朝霧あかね   | TKUT-0048 |           |
| 2015年5月29日  | Sugar★Sugar★MAGiC★                                | 伊地崎麗奈   | TKUT-0049 |           |
| 2015年6月26日  | 流星舞台                                          | 天童院椿     | TKUT-0050 |           |
| 2015年6月26日  | 砂時計とホットミルク                              | 師走駆       | TKUT-0052 | TKUT-0051 |
| 2015年6月26日  | Duty                                              | 水無月涙     | TKUT-0054 | TKUT-0053 |
| 2015年7月31日  | Faith and Promise                                 | 弥生春       | TKUT-0056 | TKUT-0055 |
| 2015年7月31日  | Beast Master                                      | 文月海       | TKUT-0058 | TKUT-0057 |
| 2015年8月28日  | 君、舞い降りる                                    | 卯月新       | TKUT-0060 | TKUT-0059 |
| 2015年8月28日  | El sol Florecer                                   | 葉月陽       | TKUT-0062 | TKUT-0061 |
| 2015年9月18日  | ハルカゼとヒバリ                                  | 皐月葵       | TKUT-0064 | TKUT-0063 |
| 2015年9月18日  | 夕焼けデイズ                                      | 長月夜       | TKUT-0066 | TKUT-0065 |
| 2015年10月30日 | ラジカル・ラブカル                                | 如月恋       | TKUT-0068 | TKUT-0067 |
| 2015年10月30日 | Lost My God                                       | 神無月郁     | TKUT-0070 | TKUT-0069 |
| 2015年11月27日 | 嗚呼。髪を撫でて、頬を撫でて、 御前を愛してやる。 | 睦月始       | TKUT-0072 | TKUT-0071 |
| 2015年11月27日 | Monochrome sky                                    | 霜月隼       | TKUT-0074 | TKUT-0073 |
| 2016年1月22日  | Hee!Hee!Foo!Foo!                                  | 葉月陽       | TKUT-0076 |           |
| 2016年7月8日   | プリズム☆ブレイク                                 | 聖クリス     | TKUT-0098 |           |
| 2016年7月15日  | はらり                                            | 花園雪       | TKUT-0099 |           |
| 2016年7月22日  | My Sweet Beloved                                  | 如月愛       | TKUT-0101 |           |
| 2016年7月29日  | このこねこのこ                                    | 桃崎ひな     | TKUT-0103 |           |
| 2016年8月5日   | 桜通り                                            | 兎川千桜     | TKUT-0105 |           |
| 2016年8月12日  | wonderful world〜5月病をぶっ飛ばせ！〜            | 結城若葉     | TKUT-0107 |           |
| 2016年8月19日  | My Longing                                        | 照瀬結乃     | TKUT-0109 |           |
| 2016年8月26日  | 夢守唄                                            | 姫川瑞希     | TKUT-0111 |           |
| 2016年9月2日   | 戯れ囃子に恋い焦がれ                              | 元宮祭莉     | TKUT-0113 |           |
| 2016年9月9日   | セピア -SEPIA-                                    | 朝霧あかね   | TKUT-0115 |           |
| 2016年9月16日  | Night Before Halloween                            | 伊地崎麗奈   | TKUT-0117 |           |
| 2016年9月23日  | 嘆きの谷のカメーリア                              | 天童院椿     | TKUT-0119 |           |
| 2018年12月28日 | Moonshot!                                         | 師走駆       | TKUT-0174 |           |
| 2018年12月28日 | クリスマスきらい                                  | 聖クリス     | TKUT-0175 |           |
| 2019年1月25日  | 紫月夜                                            | 睦月始       | TKUT-0176 |           |
| 2019年1月25日  | 徒花                                              | 花園雪       | TKUT-0177 |           |
| 2019年2月22日  | Tomorrow's Color                                  | 如月恋       | TKUT-0179 |           |
| 2019年2月22日  | 2月のメリーゴーランド                             | 如月愛       | TKUT-0180 |           |
| 2019年3月29日  | Gift                                              | 弥生春       | TKUT-0181 |           |
| 2019年3月29日  | フリージア                                        | 桃崎ひな     | TKUT-0182 |           |
| 2019年4月26日  | Story of colors                                   | 卯月新       | TKUT-0183 |           |
| 2019年5月31日  | リーンカーネーション                              | 皐月葵       | TKUT-0185 |           |
| 2019年6月28日  | サクラメモリー                                    | 兎川千桜     | TKUT-0184 |           |
| 2019年6月28日  | 青いトロイメライ                                  | 結城若葉     | TKUT-0186 |           |
| 2021年2月26日  | Tear                                              | 水無月涙     | TKUT-0187 |           |
| 2021年2月26日  | メルヘンチック                                    | 照瀬結乃     | TKUT-0188 |           |
| 2021年3月26日  | 夢送り人                                          | 文月海       | TKUT-0189 |           |
| 2021年3月26日  | Dramatical Hunter                                 | 姫川瑞希     | TKUT-0190 |           |
| 2021年5月28日  | Rin-Ne-Ten-Show                                   | 葉月陽       | TKUT-0191 |           |
| 2021年5月28日  | You-I-Duality                                     | 元宮祭莉     | TKUT-0192 |           |
| 2021年6月25日  | ルミナ                                            | 長月夜       | TKUT-0193 |           |
| 2021年6月25日  | 小さな願い                                        | 朝霧あかね   | TKUT-0194 |           |
| 2021年7月30日  | Autumn Note                                       | 神無月郁     | TKUT-0195 |           |
| 2021年7月30日  | サウィンの奇跡(I miss you.)                       | 伊地崎麗奈   | TKUT-0196 |           |
| 2021年8月27日  | 彩を失う                                          | 霜月隼       | TKUT-0197 |           |
| 2021年8月27日  | 月凍詩篇-或る羊飼いのウタ                         | 天童院椿     | TKUT-0198 |           |

#### デュエットシングル
| 発売日         | タイトル                     | アーティスト        | 規格品番  |
| -------------- | ---------------------------- | ------------------- | --------- |
| 2013年12月27日 | だってまだまだアバンタイトル | 師走駆&如月恋       | TKUT-0023 |
| 2014年1月26日  | 恋忘れ草                     | 睦月始&弥生春       | TKUT-0024 |
| 2014年2月28日  | イノセンシア                 | 師走駆&如月恋       | TKUT-0026 |
| 2014年3月28日  | ハジマリノハル               | 睦月始&弥生春       | TKUT-0027 |
| 2014年5月30日  | Rainy Day                    | 卯月新&皐月葵       | TKUT-0025 |
| 2014年5月30日  | 月と、星と、まぼろしと       | 卯月新&皐月葵       | TKUT-0028 |
| 2014年6月27日  | Childish flower              | 水無月涙&神無月郁   | TKUT-0029 |
| 2014年7月25日  | 君に花 を、君に星を          | 文月海&霜月隼       | TKUT-0030 |
| 2014年8月22日  | DA☆KAI                       | 葉月陽&長月夜       | TKUT-0031 |
| 2014年9月26日  | 淡い花                       | 葉月陽&長月夜       | TKUT-0032 |
| 2014年10月24日 | Sing Together Forever        | 神無月郁&水無月涙   | TKUT-0033 |
| 2014年11月28日 | Celestite                    | 霜月隼&文月海       | TKUT-0034 |
| 2015年4月10日  | ツキウサ。体操               | 月城奏&黒月大       | TKUT-0075 |
| 2016年1月29日  | ショコラの魔法               | 如月恋&愛           | TKUT-0095 |
| 2016年1月29日  | Yum-Yum!! Love!?             | 神無月郁&伊地崎麗奈 | TKUT-0096 |
| 2022年12月30日 | クリプトグラム               | 師走駆&如月恋       | TKUT-0248 |

#### ユニットシングル
| 発売日         | タイトル                           | アーティスト            | 規格品番  | 規格品番  |
| 発売日         | タイトル                           | アーティスト            | 通常盤    | 限定盤    |
| -------------- | ---------------------------------- | ----------------------- | --------- | --------- |
| 2015年2月27日  | GRAVITY!                           | Six Gravity             | TKUT-0037 | TKUT-0038 |
| 2015年3月27日  | ONE CHANCE?                        | Procellarum             | TKUT-0039 | TKUT-0040 |
| 2016年8月26日  | GRAVITIC-LOVE/ LOLV -Lots of Love- | Six Gravity Procellarum | TKUT-0124 | TKUT-0123 |
| 2018年12月28日 | Fluna!                             | Fluna                   | TKUT-0173 |           |
| 2019年3月29日  | Seleas                             | Seleas                  | TKUT-0178 |           |
| 2020年6月26日  | Paint Black                        | Six Gravity             | TKUT-0217 |           |
| 2020年6月26日  | White Sparks                       | Procellarum             | TKUT-0218 |           |

### アルバム
| 発売日         | タイトル     | アーティスト | 規格品番  | 規格品番                      | 規格品番   |
| 発売日         | タイトル     | アーティスト | 通常盤    | 限定盤                        | 特別限定盤 |
| -------------- | ------------ | ------------ | --------- | ----------------------------- | ---------- |
| 2014年11月14日 | はじまりの日 | じょん       | TKUT-0036 |                               |            |
| 2016年2月12日  | 黒月         | Six Gravity  | TKUT-0077 | TKUT-0078 TKUT-0079 TKUT-0080 | TKUT-0081  |
| 2016年2月12日  | 白月         | Procellarum  | TKUT-0082 | TKUT-0083 TKUT-0084 TKUT-0085 | TKUT-0086  |
| 2016年3月11日  | 花月         | Fluna        | TKUT-0087 | TKUT-0088 TKUT-0089 TKUT-0090 |            |
| 2016年3月11日  | 星月         | Seleas       | TKUT-0091 | TKUT-0092 TKUT-0093 TKUT-0094 |            |
| 2019年9月13日  | 黒望月       | Six Gravity  | TKUT-0220 |                               |            |
| 2019年9月13日  | 白望月       | Procellarum  | TKUT-0221 |                               |            |

### ドラマCD
| 発売日         | タイトル                          | アーティスト            | 規格品番  | 規格品番  |
| 発売日         | タイトル                          | アーティスト            | 通常盤    | 限定盤    |
| -------------- | --------------------------------- | ----------------------- | --------- | --------- |
| 2013年5月10日  | ツキウタ。ドラマ！                | Six Gravity             | TKUT-0019 |           |
| 2013年9月6日   | ツキウタ。ドラマ！その2           | Six Gravity             | TKUT-0020 |           |
| 2013年11月1日  | ツキウタ。ドラマ！その3           | Procellarum             | TKUT-0021 |           |
| 2014年7月25日  | ツキウタ。ドラマ！その4           | Procellarum             | TKUT-0022 |           |
| 2014年7月25日  | 魔王様IN通販ワンダーランド        | Procellarum             |           | TKUT-0035 |
| 2015年4月30日  | ツキウタ。ドラマ！その5           | Six Gravity             | TKUT-0041 | TKUT-0042 |
| 2015年6月25日  | ツキウタ。ドラマ！その6           | Procellarum             | TKUT-0043 | TKUT-0044 |
| 2016年2月22日  | 池袋月猫物語                      | Six Gravity Procellarum |           | TKUT-0097 |
| 2020年8月28日  | 月歌奇譚 夢見草 第1巻―夢語り・桜― | Six Gravity Procellarum | TKUT-0171 |           |
| 2020年8月28日  | 月歌奇譚 夢見草 第1巻―夢語り・月― | Six Gravity Procellarum | TKUT-0172 |           |
| 2021年11月25日 | 月歌奇譚太極伝奇                  | Six Gravity Procellarum | TKUT-0245 |           |

### 書籍

#### ムック
- ツキウタ。アートブック（ムービック、2014年8月1日発売、ISBN 978-4-89601-861-5）
- ツキウタ。THE ANIMATION公式ファンブック（宝島社、2016年6月25日発売、ISBN 978-4-8002-5746-8）

#### 漫画
『ツキウタ。つぶやきマンガ-ツキツイ。-』（作画：七緒二三）と『ツキウタ。つぶやきマンガ-ツキツイ。- woman』（作画：mons）の2本がWebコミックのゆるよん（リブレ）にて2016年7月6日より同時連載された。七緒二三の方は2016年10月26日までの連載で、単行本が発売された。monsの方は2016年11月16日まで連載された。アニメ版を原作とした『ツキウタ。 THE ANIMATION』（作画：めろ）が『コミックZERO-SUM』（一迅社）にて2016年8月号から2018年5月号まで、『ツキウタ。 THE ANIMATION 2』（作画：朝谷コトリ）が『コミックZERO-SUM』にて2020年12月号から2022年3月号まで連載された。
- 『ツキウタ。アンソロジー』、KADOKAWA〈B's-LOG COMICS〉、2014年11月1日発売[30]、ISBN 978-4-04-730023-1
- 『ツキウタ。SSアンソロジー』、一迅社〈IDコミックス ZERO-SUMコミックス〉、2015年8月25日発売[31]、ISBN 978-4-7580-3111-0
- ふじわら（メービック）（原作）・じく（キャラクター原案）・七緒二三（漫画）『ツキウタ。つぶやきマンガ-ツキツイ。-』、リブレ〈リブレコミックス〉、2016年11月5日発売[32]、ISBN 978-4-7997-3112-3
- ふじわら（メービック）（原作）・じく（キャラクター原案）・めろ（漫画）『ツキウタ。 THE ANIMATION』、一迅社〈ZERO-SUMコミックス〉
  1. 2017年8月25日発売[33]、ISBN 978-4-7580-3310-7
  2. 2018年5月25日発売[34]、ISBN 978-4-7580-3351-0
- ふじわら（メービック）（原作）・じく（キャラクター原案）・めろ（漫画）『ツキウタ。 THE ANIMATION 2』、一迅社〈ZERO-SUMコミックス〉
  1. 2022年7月25日発売[35]、ISBN 978-4-7580-3767-9
  2. 2022年7月25日発売[36]、ISBN 978-4-7580-3768-6

### ゲーム
2015年5月12日にスマートフォン用アプリ『ツキノパーク』が配信開始。ミニゲームやショートストーリーのほか、占いからツキノプロ関連の最新スケジュールを知ることが可能。2019年7月8日に『ツキノワールド』としてリニューアルした。2022年7月19日にサービスが終了。
2017年3月24日にTwitCastingで生放送番組『ツキキャス。-GRAVITIC-NIGHT-』にて以下のゲーム『ツキノパラダイス。』と『ツキトモ。 -TSUKIUTA. 12 memories-』の最新情報を取り扱った。
スマートフォン用アプリ『ツキノパラダイス』が2017年4月26日に配信開始された。ツキウタ。キャラクターだけではなく、ツキノ芸能プロダクション所属の楽曲及びキャラクターが多数登場する。2020年2月5日にサービスが終了した。
PlayStation Vita用ソフト『ツキトモ。-TSUKIUTA. 12 memories-』がバンダイナムコエンターテインメントより2017年6月1日に発売された。